# 小行星7775
小行星7775（英語：7775 Taiko）是一颗围绕太阳公转的小行星。1992年12月4日，串田嘉男、村松修在八之岳发现了此天体。
这颗小行星的绝对星等为116.4966841991668等。